# Eleanor Antin

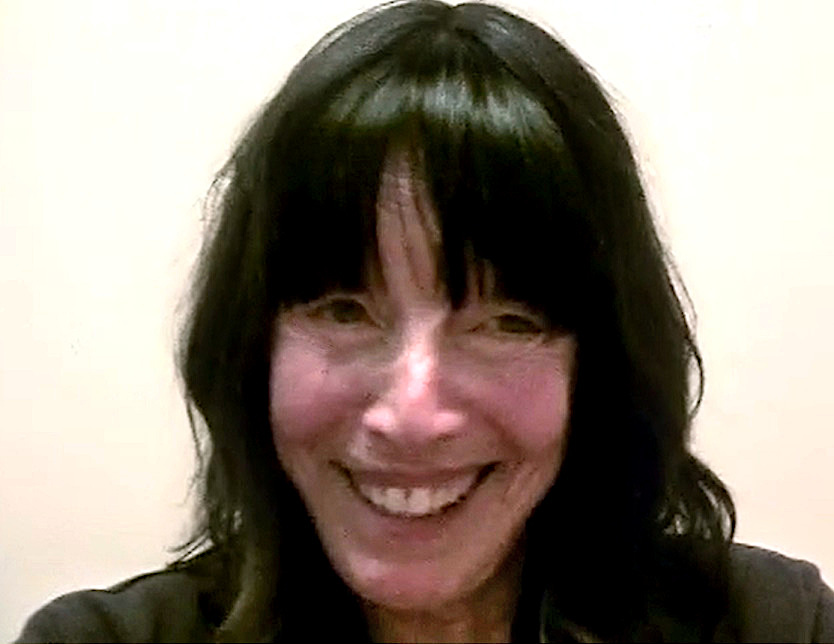
Eleanor Antin, 2009

Eleanor Antin (* 27. Februar 1935 in New York City) ist eine US-amerikanische Künstlerin, die in den Bereichen Konzeptkunst, Filmkunst, Fotografie und Performance wirkt. Sie wird zur feministischen Kunst gezählt.

## Leben und Werk
Eleanor Antin stammt aus einer jüdischen Einwandererfamilie und wuchs in der Bronx auf. Ihre Eltern stammten aus Polen beziehungsweise Russland; und ihre Mutter war als Schauspielerin auf jiddischen Bühnen in Europa aufgetreten. Mitte der 1950er Jahre studierte Antin Schauspiel an der privaten Schule von Tamara Daykarhanova in New York sowie Creative Writing am City College of New York.
Nach ihrem Studium arbeitete Antin als Ballerina und Schauspielerin und wandte sich nach der Beschäftigung mit der Malerei der Konzeptkunst und Performance Art zu. 1968 zog sie von New York nach Kalifornien.
Ihr besonderes Interesse an der Semiotik der Materialien inspirierte sie zu Consumer Portraits (1971–1971), eine Reihe von Menschenportraits, die aus alltäglichen Konsumgütern zusammengesetzt wurden. Ein wiederkehrendes Thema ihrer Arbeiten ist die Auseinandersetzung mit Fragen persönlicher Identität. Ihre eigene Persönlichkeit bringt die Künstlerin in einer Allegorie des dreigeteilten Selbst (Ballerina, König und Krankenschwester) zum Ausdruck. In ihren Performances, Fotoausstellungen, Filmen, Installationen, Zeichnungen und Texten treten abwechselnd unterschiedliche Aspekte dieses dreigeteilten Selbst in den Vordergrund.
Erste größere Bekanntheit erlangte ihre Arbeit 100 Boots, die sie von 1971 bis 1973 durchführte. Darin unternehmen die eponymen 100 Stiefel eine Reise vom Pazifischen Ozean nach New York an das MoMA. Unterwegs erleben die Stiefel verschiedene Abenteuer, die von Antin inszeniert und auf Postkarten festgehalten wurden. Diese verschickte sie dann als Mail Art.
Seit 1975 lehrte Antin als Professorin im Fachbereich Visual Arts der University of California, San Diego (UCSD), wo sie inzwischen emeritiert ist. Antin lebt in San Diego, und ist mit dem Literaturkritiker und Poeten David Antin verheiratet, der ebenfalls emeritierter Professor an der UCSD ist.
Zu ihren bekanntesten Werken zählt die Performance Carving: A Traditional Sculpture von 1972, die von ihr als Fotoinstallation dokumentiert wurde. Antin fotografierte einen Monat lang täglich ihren eigenen nackten Körper von vorn, von hinten und von der Seite. Indem sie während dieser Zeit eine Diät einhielt, wirkte sie so bildhauerisch durch Wegnehmen von Material (Carving) am eigenen Körper. Gleichzeitig kann die Arbeit als Kritik am herrschenden Schönheitsideal der Schlankheit gelesen werden.

## Ausstellungen

### Einzelausstellungen (Auswahl)
- 2014: Multiple Occupancy: Eleanor Antin's ‚Selves‘, Institute of Contemporary Art, Boston.[7]
- 2007: Eleanor Antin. Galerie Erna Hécey, Brüssel.[8]
- 1999: Eleanor Antin – Retrospektive. Los Angeles County Museum of Art, Los Angeles.[9]
- 1997: Eleanor Antin: Selections from the Angel of Mercy. Whitney Museum of American Art, New York.[10]
- 1979: 100 BOOTS: Transmission and Reception. Franklin Furnace, New York.
- 1978: The Ballerina. Whitney Museum of American Art, New York.
- 1977: The Angel of Mercy. La Jolla Museum of Contemporary Art, La Jolla CA.[11]
- 1973: 100 BOOTS. Museum of Modern Art, New York.

### Teilnahme an Gruppenausstellungen (Auswahl)
- 2020: I’m not a nice girl! Eleanor Antin, Lee Lozano, Adrian Piper, Mierle Laderman Ukeles, K21 im Ständehaus, Düsseldorf
- 2018–2019: Feminist Avant-garde / Art of the 1970s SAMMLUNG VERBUND Collection, Vienna, The Brno House of Arts, Brünn, Tschechien.[12]
- 2017–2018: Feministische Avantgarde der 1970er-Jahre aus der Sammlung Verbund, Wien.[13] ZKM, Karlsruhe, DE.[14]
- 2007: documenta 12, Kassel.[15]
- 2007: WACK! Art and the Feminist Revolution. Museum of Contemporary Art, Los Angeles.[2][16]
- 2007: Identity Theft: Eleanor Antin, Lynn Hershman, and Suzy Lake, 1972-78. Santa Monica Museum of Art, Santa Monica, CA.[17]
- 2007: The Evidence of Movement. The Getty Center, Los Angeles, CA.[18]
- 2006: Spiralen der Erinnerung. Kunstverein Hamburg.[19]
- 2006: Los Angeles 1955-1985. Centre Pompidou, Paris.[20]
- 2005: At the Mercy of Others: The Politics of Care. Whitney Museum of American Art, New York.[21]
- 2004: How do we want to be governed? Miami Art Central, Miami.[22]
- 2002: Heart of Gold. P.S. 1 Contemporary Art Center, New York.[23]
- 2000: Dinge, die wir nicht verstehen. Generali Foundation, Wien.[24]
- 1999: The American Century: Art and Culture, 1900-2000. Whitney Museum of American Art, New York.[25]
- 1994: Altered Egos. The Santa Monica Museum of Art, Santa Monica CA.[26]
- 1985: Signs of the Times, Some Recurring Motifs in Twentieth Century Photography. San Francisco Museum of Modern Art, San Francisco.[27]
- 1976: Battle of the Bluffs. Biennale Venedig.
- 1974: Flash Art. Kölnischer Kunstverein, Köln.
- 1969: Language 3. Dwan Gallery, New York.